# Flagge der Kalmarer Union

Flagge der Kalmarer Union

Die Flagge der Kalmarer Union, die auch Flagge des Nordens genannt wird, wurde spätestens 1430 von König Erik VII. als Reichsbanner für zeremonielle Anlässe eingeführt und sollte die Vereinigung der Königreiche Dänemark, Norwegen und Schweden repräsentieren.
Die Flagge zeigt ein rotes, zum Flaggenmast verschobenes skandinavisches Kreuz auf gelbem Grund. Das Kreuz, das man heute in nahezu allen Flaggen der nordischen Länder wiederfindet, ist vermutlich dem Dannebrog, der Flagge Dänemarks, entnommen; die Farben stammen aus dem norwegischen Wappen.

## Geschichte
Erstmals schriftlich nachgewiesen ist der Gebrauch der Flagge 1430, als sie am Sarkophag der Königin Margarethe I. angebracht wurde. Ihr Nachfolger Erik VII. bestimmte, dass ihr Umhang „ein rotes Kreuz auf einem goldenen bzw. gelbem Feld, dass das Reichsbanner ist“ (It røt Kaars udi it gult Felt, som er Rigens Banner), tragen sollte. Nach der Zeit Erik VII. trat die Verwendung der Flagge zunächst in den Hintergrund.
Die Flagge wird heute wieder von Anhängern des Skandinavismus benutzt. Auch der Nordische Rat demonstrierte vor Einführung seiner heutigen Flagge bis 1985 damit die traditionelle Verbundenheit der nordischen Länder.

## Ähnliche Flaggen
Die ehemalige Flagge der Orkneyinseln, die von der Mitte der 1990er bis 2007 verwendet wurde, entsprach der Flagge der Kalmarer Union. Sie hatte allerdings keinen offiziellen Status. Auch das Wappenbanner der schwedischen Kirche ähnelt der Flagge.